# David C. Webb
David C. Webb (20 novembre 1928 - 1er octobre 2016) est un professeur universitaire né en Irlande qui a surtout travaillé au Canada et aux États-Unis. Partisan de l'exploration spatiale, il a participé de façon significative à la création de l'International Space University et au programme Space Studies de l'université du Dakota du Nord.

## Biographie
David C. Webb naît le 20 novembre 1928 dans le comté de Tipperary en Irlande. Il obtient son Bachelor of Arts en science politique en 1959, puis sa maîtrise en relations internationales de l'Université McGill (Montréal). Il obtient ensuite son Ph.D. en éducation et développement international de l'université de Pittsburgh en 1971.
Il a forgé le programme Space Studies de l'université du Dakota du Nord. Il a participé de façon significative à la création de l'International Space University.
En 1985-1986, il est membre de la National Commission on Space (NCOS) mandatée par le gouvernement fédéral américain.
David C. Webb meurt le 1er octobre 2016.